# Chóchla
Chóchla är en ort i Grekland.   Den ligger i prefekturen Nomós Prevézis och regionen Epirus, i den västra delen av landet, 300 km väster om huvudstaden Aten. Chóchla ligger 141 meter över havet och antalet invånare är 200.
Terrängen runt Chóchla är huvudsakligen kuperad, men åt nordost är den bergig. En vik av havet är nära Chóchla åt sydväst. Runt Chóchla är det ganska glesbefolkat, med 30 invånare per kvadratkilometer. Närmaste större samhälle är Kanaláki, 3,2 km nordost om Chóchla. == Kommentarer ==
1. ↑  Framräknat ur variansen i alla höjduppgifter (DEM 3") från Viewfinder Panoramas, inom 10 km radie.[2] Mer om algoritmen finns här: Användare:Lsjbot/Algoritmer.